# Rincón del Sagrado Corazón
Rincón del Sagrado Corazón är en ort i Mexiko.   Den ligger i kommunen Tlalpujahua och delstaten Michoacán de Ocampo, i den sydöstra delen av landet, 120 km väster om huvudstaden Mexico City. Rincón del Sagrado Corazón ligger 2 679 meter över havet och antalet invånare är 216.
Terrängen runt Rincón del Sagrado Corazón är huvudsakligen kuperad, men den allra närmaste omgivningen är platt. Runt Rincón del Sagrado Corazón är det ganska tätbefolkat, med 179 invånare per kvadratkilometer. Närmaste större samhälle är El Oro de Hidalgo, 9,8 km öster om Rincón del Sagrado Corazón. Trakten runt Rincón del Sagrado Corazón består till största delen av jordbruksmark.